# AFC Emley
A.F.C. Emley este un club de fotbal englez care evoluează în prezent în Northen Counties East League.

## Lotul actual
| Nr. |        | Poziție | Jucător       |
| --- | ------ | ------- | ------------- |
|     | Anglia | P       | Adam Valente  |
|     | Anglia | P       | Mick Clark    |
|     | Anglia | F       | Nick Reid     |
|     | Anglia | F       | Nathan Tayo   |
|     | Anglia | F       | Judd Colley   |
|     | Anglia | F       | Anthony Leech |
|     | Anglia | F       | Sean Hazelden |
|     | Anglia | F       | Jamie Arundel |
|     | Anglia | F       | Brad Dowling  |
|     | Anglia | F       | Max Joice     |

| Nr. |        | Poziție | Jucător         |
| --- | ------ | ------- | --------------- |
|     | Anglia | M       | Marc Townsend   |
|     | Anglia | M       | John Cyrus      |
|     | Anglia | M       | Chris Wdowczyk  |
|     | Anglia | M       | Josh Ingham     |
|     | Anglia | M       | Mark Stuart     |
|     | Anglia | M       | Arran Horton    |
|     | Anglia | M       | Joe Washington  |
|     | Anglia | A       | Steve Kenworthy |
|     | Anglia | A       | David Heagney   |
|     | Anglia | A       | Scott Holt      |
|     | Anglia | A       | Curtis Roberts  |
|     | Anglia | A       | Gavin Armitage  |
|     | Anglia | M       | Stephen Powell  |
|     | Anglia | M       | Dean Wharam     |

## Sezon după sezon
| Season                                            | Division                                   | Position                                  | Significant Events                        |
| Joined West Yorkshire League Division One         | Joined West Yorkshire League Division One  | Joined West Yorkshire League Division One | Joined West Yorkshire League Division One |
| ------------------------------------------------- | ------------------------------------------ | ----------------------------------------- | ----------------------------------------- |
| 2005-2006                                         | West Yorkshire League Division One         | 3rd                                       | Promoted                                  |
| Joined Northern Counties East League Division One |                                            |                                           |                                           |
| 2006-2007                                         | Northern Counties East League Division One | 13th                                      |                                           |
| 2007-2008                                         | Northern Counties East League Division One | 11th                                      |                                           |
| 2008-2009                                         | Northern Counties East League Division One | 8th                                       |                                           |
| 2009-2010                                         | Northern Counties East League Division One | 8th                                       |                                           |
| 2010-2011                                         | Northern Counties East League Division One |                                           |                                           |

## Palmares
- West Yorkshire League
  - Promoted: 2005-06
- West Yorkshire League Cup
  - Semi-finalists: defeated by Beeston St Anthony's 3-2, 10 April 2006.
- West Riding League Division 2 Cup
  - Winners (Reserves) 2010.

## Recorduri
- Record League Victory: 9-0 v Street Work Soccer, West Yorkshire League, 10 December 2005.
- Record League Defeat: 0-6 v Sherburn White Rose, West Yorkshire League, 17 September 2005.
- Record Cup Victory: 10-0 v Dewsbury Moor Athletic, West Yorkshire League Cup, 26 November 2005.

## Legături externe
- Site oficial Arhivat în 7 iulie 2012, la Wayback Machine.
- AFC Emley – Fan Compiled Database